# La Colle-sur-Loup
Pour les articles homonymes, voir colle (homonymie).
La Colle-sur-Loup [la kɔl syʁ lu] (Sa Còla de Lop en provençal) est une commune française située dans le département des Alpes-Maritimes, en région Provence-Alpes-Côte d'Azur. Elle est membre de la Casa (communauté d'agglomération Sophia Antipolis).
Ses habitants sont appelés les Collois.

## Toponymie
Le nom du village, tel qu’il apparaît la première fois en 1362 dans un cartulaire de Saint-Pons (Colla), vient du provençal couala, colline ou montagne.
Des notes issues d’archives mentionnent que « Loup » aurait un rapport direct avec l'animal. La vallée encore sauvage en certains lieux était, il y a longtemps et jusqu’en 1860, peuplée de loups. Une autre explication veut que le nom du fleuve provienne d'une racine romaine lapis – hauteur, ravin – ou pré-indo-européenne lepp, lepas – rocher ou gros caillou.
La commune est située dans l'aire linguistique de l'arrondissement de Grasse, où l'article du Sou est traditionnellement d'usage, et se nomme ainsi Sa Còla de Lop en provençal.

## Histoire

### Préhistoire et Antiquité
Le territoire de La Colle-sur-Loup a livré de multiples traces de peuplements préhistoriques et protohistoriques :
- Grotte Bianchi (néolithique moyen-bas empire) ;
- Aven de la Colle Loubière (âge du bronze-âge du fer) ;
- Enceinte de la Bagarrée, ou oppidum de Montmeuille (second âge du fer-bas empire) ;
- Sanremo (époque gallo-romaine) ;
- Bergerie des Crottes (époque gallo-romaine) ;
- Enceinte de Montgros (époque indéterminée).

La grotte Bianchi, où fut retrouvée une sépulture collective datée de la fin du Chasséen et occupée dès le néolithique moyen et l'âge du bronze, en est le plus ancien témoignage.
À l'âge du fer, le site est occupé par des Ligures de la tribu des Décéates, qui y fondent l'oppidum de Montmeuille sur un éperon barré au sud du village actuel.
À leur arrivée, les Romains investissent certains de ces habitats préhistoriques dont la grotte Bianchi et le castellaras de Montmeuille, sur lequel ils fondent un camp qui leur sert à surveiller les alentours.

#### Grotte Bianchi
L'ossuaire de la grotte Bianchi tient lieu de carrière de calcaire à ses nouveaux occupants.
Au cours de ses fouilles menées en 1954 au nom de l'IPAAM (Institut de fouilles de Préhistoire et d'Archéologie des Alpes-Maritimes), le commandant Octobon signale la présence de fragments de tegulae décorés de motifs animaliers, d'une douzaine de monnaies du IIIe siècle av. J.-C. et des céramiques africaines postérieures au Ier siècle aujourd'hui conservés au Musée d'anthropologie de Monaco.
Sur l'ensemble du mobilier provenant de la grotte Bianchi en réserve au Musée de Préhistoire Régional de Menton, on compte 71 tessons : douze amphores, deux lampes, trois céramiques modelées, sept à pâte brune, sept à pâte claire, 17 à pâte grise et 23 sigillées claires. Seuls onze ont pu être identifiés (bords d'amphores de type africaine et gauloise, d'une coupe carénée en céramique, deux plats, gobelet globulaire, deux fragments d'amphores, deux fragments d'une lampe à décor perlé, bord d'une petite urne...), tous datés du IIe siècle au VIIe siècle.

### Du Moyen Âge à la Révolution française
Les invasions barbares, suivies de celles des Sarrasins, dévastent la région durant tout le haut Moyen Âge jusqu'en 973, quand Guillaume Ier le Libérateur chasse durablement ces-derniers et consolide le pouvoir des comtes de Provence dans les alentours de Nice.
Peu de temps après (en l'an 1012 ou 1016, voire dès la fin du Xe siècle, les sources historiques divergent quant à la date de cet événement) est créé, sur le site d'un petit monastère que les Sarrasins avaient détruit en 730, l'habitat fortifié du Canadel dont le prieuré relève de l'abbaye de Lérins. Ces terres forment alors, avec celles qui composeront plus tard le village de Villeneuve-Loubet, le fief de Gaudelet.
Vers 1219, les comtes de Provence répriment durement une rébellion de la noblesse locale : Romée de Villeneuve, meneur d'une expédition victorieuse au service de Raimond Bérenger, se voit attribuer la partie sud de Gaudelet (où il fonde un château ainsi qu'un village auxquels il donne son nom) tandis que le reste du fief est rattaché à Saint-Paul, qui est demeurée fidèle au pouvoir comtal. Le « bourg de la Colle » sera considéré comme un faubourg de Saint-Paul qu'à la Révolution française.
Jusqu'au XVIe siècle, le peuplement de La Colle se fait de façon très dispersée, sous la forme de fermes et de maisons d'abord isolées, puis regroupées en petits hameaux.
Le village naît véritablement en 1537, lorsque François Ier fait construire une seconde enceinte fortifiée autour de Saint-Paul et que de nombreuses maisons y sont démolies. Ce sont les familles expropriées de ces demeures et celles des hameaux disséminés dans la campagne et les "colles" – coteaux – qui forment peu à peu l'agglomération colloise.
Le fief est alors partagé entre l’évêque de Vence et la famille de Villeneuve des branches de Thorenc puis de Tourrettes. Une première église paroissiale est édifiée en 1623, le clocher est achevé en 1673. Un hôtel-Dieu est créé en 1723, témoignant de la prospérité de la communauté d'habitants de La Colle, qui dépasse en nombre celle de Saint-Paul.
Lors de la refonte de 1792, le village obtient son érection en commune autonome sous l’appellation de La Colle-du-Var (de même que Saint-Paul, qui devient Saint-Paul-du-Var) et gagne son propre consul. L'ancien hôtel de ville est construit en 1802.

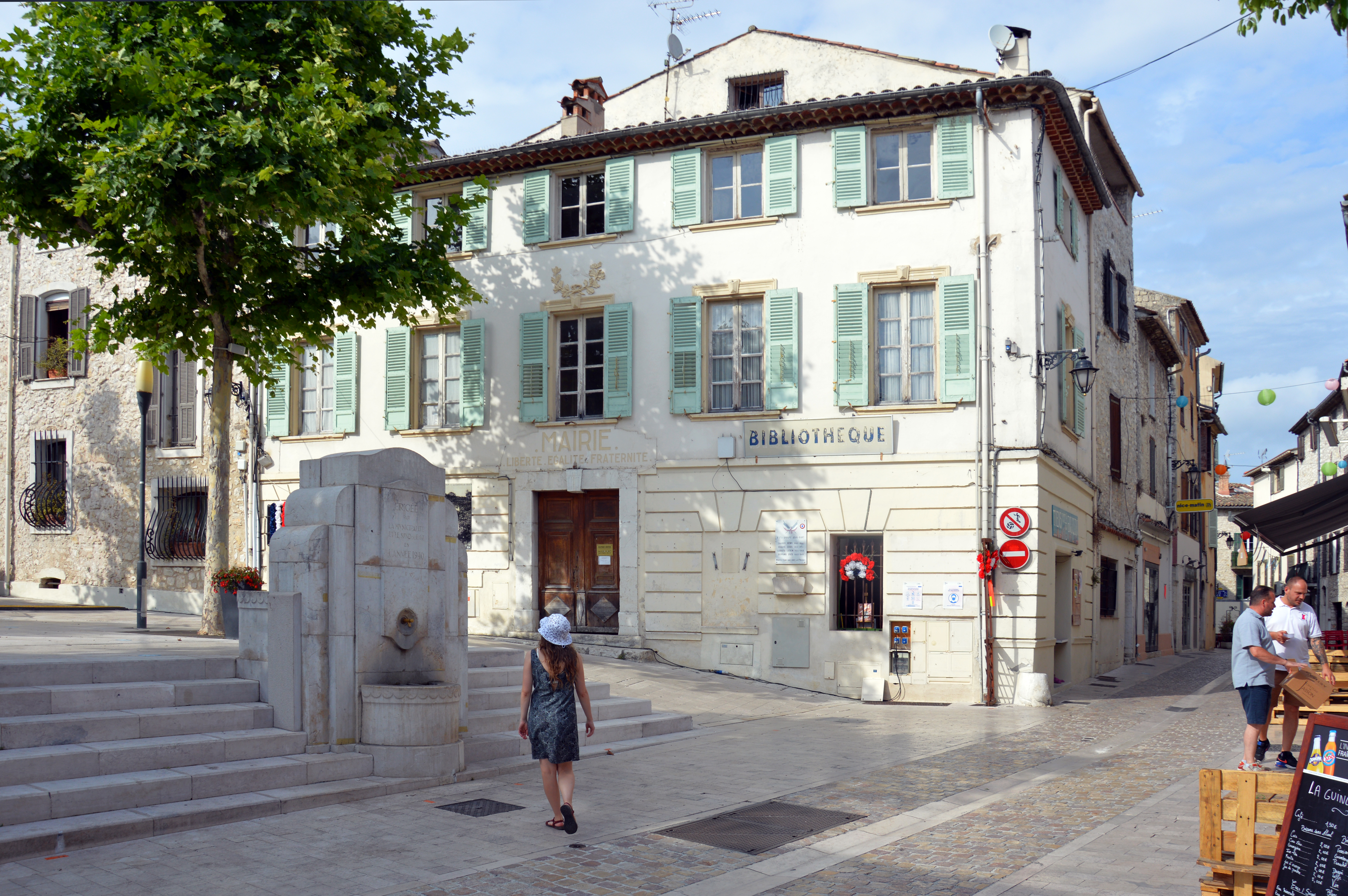
Ancien hôtel de ville

### Époque contemporaine
Le village nouvellement érigé en commune continue de grossir et de prospérer grâce à sa plaine alluvionnaire fertile dont les rendements agricoles – vin, céréales, oliviers – et de l'élevage sont élevés. Eugène Tisserand de Melun, dans son ouvrage Un touriste à Vence, parle de La Colle en ses termes : « La Colle est un village industrieux. Il est peu de pays où les habitants aient un air d'aisance plus marqué. Ils commercent de tout et partout ».
Toutefois, c'est dans la culture des plantes aromatiques à destination des parfumeries grassoises que vont se spécialiser les agriculteurs collois à partir de la seconde moitié du XIXe siècle jusqu'au milieu du XXe siècle. La culture de la rose de mai, tout particulièrement, contribue à la renommée de La Colle, où 37 hectares de champs sont consacrés à sa culture, ce qui en fait la deuxième plus importante commune productrice de roses à parfum derrière Grasse. La rose thé, la fleur d'oranger, la violette et la menthe poivrée sont également cultivées à La Colle durant cette période.
L’Espace Rose de Mai, rue Clemenceau, aujourd’hui salle polyvalente municipale, est l’ancienne Coopérative des producteurs de fleurs à parfum. Ouverte entre 1907 et 1995, elle regroupait à l’origine des propriétaires de La Colle, Saint-Paul et Villeneuve-Loubet et avait été créée pour la collecte et la distillation des fleurs.
De 1911 à 1932, la ligne Cagnes-Vence des T.A.M. (Tramways des Alpes-Maritimes) passe près du village, dont la halte est située dans le bâtiment qui accueille aujourd'hui l'office de tourisme de La Colle-sur-Loup, et contribue à sa richesse en facilitant l'exportation de ses productions agricoles.
La Colle-sur-Loup prend son nom actuel en 1926.
La commune, qui appartient à l'agglomération niçoise, est transformée par une croissance démographique rapide durant les années d'après-guerre, et sa population est plus que doublée entre 1946 (1 511 habitants) et 1975 (3 700 habitants). Les cultures florales sont alors délaissées au profit de l'hôtellerie (notamment du camping sur les rives du Loup), du tourisme et de l'artisanat.

## Géographie
La Colle-sur-Loup est située en Pays vençois, tout près de Saint-Paul-de-Vence, au nord-ouest de Cagnes-sur-Mer (dont la plage n'est qu'à 7 km) et à l'ouest de Nice (18 km).

### Communes limitrophes
| Tourrettes-sur-Loup | Vence             | Saint-Paul-de-Vence |
| Roquefort-les-Pins  | La Colle-sur-Loup | Saint-Paul-de-Vence |
| Roquefort-les-Pins  | Villeneuve-Loubet | Cagnes-sur-Mer      |

### Géologie et relief
Le territoire communal de La Colle-sur-Loup se disperse sur une superficie de 982 hectares où les espaces verts (439 hectares) occupent près de la moitié de la surface.
La majeure partie de son territoire est très accidentée et peut se diviser en trois zones distinctes : le nord de la commune est occupé par un ensemble de collines boisées (forêt de la Sine) culminant à 351 m. à la Colle Loubière ; au sud du village s'étend une vaste plaine autrefois maraîchère, gagnée par l'urbanisation depuis la seconde moitié du XXe siècle ; et la vallée du Loup, qui borde l'ouest de la commune, passe sous le plateau de Montmeuille et traverse de basses gorges au canyon de Saint-Donat, près de la Luona.
La vallée du Loup permet de gagner les Préalpes en direction de Gréolières, au nord. Ses rives, très fréquentées l'été pour la baignade et la pêche, sont protégées par un parc départemental, qui s'étend jusqu'à Villeneuve-Loubet et Cagnes-sur-Mer. Quelques infrastructures de loisirs y sont installées (Ludiparc, campings, centre de canoë-kayak, sites d'escalade). La colline de Montmeuille est aménagée en un parc de la Guérinière.

### Hydrographie
- Fleuve côtier du Loup (49,3 km).
- Vallons du Clarel et de Notre-Dame (au nord, à la limite de Tourrettes-sur-Loup et de Vence), de la Tuilière, de Vaulongue, tous affluents du Loup.

### Climat
Pour des articles plus généraux, voir Climat de Provence-Alpes-Côte d'Azur et Climat des Alpes-Maritimes.
En 2010, le climat de la commune est de type climat méditerranéen franc, selon une étude du Centre national de la recherche scientifique s'appuyant sur une série de données couvrant la période 1971-2000. En 2020, Météo-France publie une typologie des climats de la France métropolitaine dans laquelle la commune est exposée à un climat méditerranéen et est dans la région climatique  Var, Alpes-Maritimes, caractérisée par une pluviométrie abondante en automne et en hiver (250 à 300 mm en automne), un très bon ensoleillement en été (fraction d’insolation > 75 %), un hiver doux (8 °C) et peu de brouillards.
Pour la période 1971-2000, la température annuelle moyenne est de 15,5 °C, avec une amplitude thermique annuelle de 15,3 °C. Le cumul annuel moyen de précipitations est de 891 mm, avec 6,3 jours de précipitations en janvier et 2,3 jours en juillet. Pour la période 1991-2020, la température moyenne annuelle observée sur la station météorologique de Météo-France la plus proche, « Valbonne-Sophia », sur la commune de Valbonne à 9 km à vol d'oiseau, est de 15,9 °C et le cumul annuel moyen de précipitations est de 920,3 mm. 
La température maximale relevée sur cette station est de 38 °C, atteinte le 24 août 2023 ; la température minimale est de −3,3 °C, atteinte le 11 février 2012,,.
| Mois                                  | jan.          | fév.            | mars          | avril         | mai           | juin          | jui.            | août        | sep.          | oct.          | nov.            | déc.          | année     |
| ------------------------------------- | ------------- | --------------- | ------------- | ------------- | ------------- | ------------- | --------------- | ----------- | ------------- | ------------- | --------------- | ------------- | --------- |
| Température minimale moyenne (°C)     | 5,9           | 5,7             | 7,7           | 9,8           | 13,5          | 17,1          | 19,6            | 20          | 16,7          | 13,4          | 9,4             | 6,8           | 12,1      |
| Température moyenne (°C)              | 9,1           | 9,3             | 11,4          | 13,7          | 17,5          | 21,3          | 24              | 24,4        | 20,7          | 16,9          | 12,6            | 10            | 15,9      |
| Température maximale moyenne (°C)     | 12,4          | 12,8            | 15,2          | 17,6          | 21,4          | 25,5          | 28,4            | 28,8        | 24,8          | 20,4          | 15,9            | 13,1          | 19,7      |
| Record de froid (°C) date du record   | −1,6 29.01.05 | −3,3 11.02.12   | −2,3 01.03.05 | 1 02.04.22    | 5 06.05.1991  | 8,9 01.06.06  | 12,6 08.07.1996 | 14 23.08.07 | 8,2 28.09.07  | 3,3 28.10.12  | −0,6 23.11.1988 | −2,2 20.12.09 | −3,3 2012 |
| Record de chaleur (°C) date du record | 21,1 11.01.15 | 24,5 15.02.1990 | 26 31.03.15   | 26,8 24.04.23 | 31,3 27.05.22 | 36,2 25.06.17 | 37,4 21.07.23   | 38 24.08.23 | 34,4 03.09.09 | 30,1 14.10.23 | 27,5 14.11.23   | 23,6 11.12.23 | 38 2023   |
| Précipitations (mm)                   | 84,2          | 59,8            | 61,7          | 84,8          | 58,5          | 41            | 18,2            | 28          | 90,6          | 139,9         | 149,3           | 104,3         | 920,3     |

| Diagramme climatique                                  |             |             |             |              |            |              |          |              |               |              |              |
| J                                                     | F           | M           | A           | M            | J          | J            | A        | S            | O             | N            | D            |
| 12,45,984,2                                           | 12,85,759,8 | 15,27,761,7 | 17,69,884,8 | 21,413,558,5 | 25,517,141 | 28,419,618,2 | 28,82028 | 24,816,790,6 | 20,413,4139,9 | 15,99,4149,3 | 13,16,8104,3 |
| Moyennes : • Temp. maxi et mini °C • Précipitation mm |             |             |             |              |            |              |          |              |               |              |              |

Les paramètres climatiques de la commune ont été estimés pour le milieu du siècle (2041-2070) selon différents scénarios d'émission de gaz à effet de serre à partir des nouvelles projections climatiques de référence DRIAS-2020. Ils sont consultables sur un site dédié publié par Météo-France en novembre 2022.

## Urbanisme

### Typologie
Au 1er janvier 2024, La Colle-sur-Loup est catégorisée centre urbain intermédiaire, selon la nouvelle grille communale de densité à 7 niveaux définie par l'Insee en 2022.
Elle appartient à l'unité urbaine de Nice, une agglomération intra-départementale dont elle est une commune de la banlieue,. Par ailleurs la commune fait partie de l'aire d'attraction de Nice, dont elle est une commune de la couronne,. Cette aire, qui regroupe 100 communes, est catégorisée dans les aires de 200 000 à moins de 700 000 habitants,.

### Occupation des sols
L'occupation des sols de la commune, telle qu'elle ressort de la base de données européenne d’occupation biophysique des sols Corine Land Cover (CLC), est marquée par l'importance des territoires artificialisés (55,3 % en 2018), en augmentation par rapport à 1990 (44,1 %). La répartition détaillée en 2018 est la suivante : 
zones urbanisées (55 %), forêts (44,7 %), zones industrielles ou commerciales et réseaux de communication (0,3 %).
L'évolution de l’occupation des sols de la commune et de ses infrastructures peut être observée sur les différentes représentations cartographiques du territoire : la carte de Cassini (XVIIIe siècle), la carte d'état-major (1820-1866) et les cartes ou photos aériennes de l'IGN pour la période actuelle (1950 à aujourd'hui).

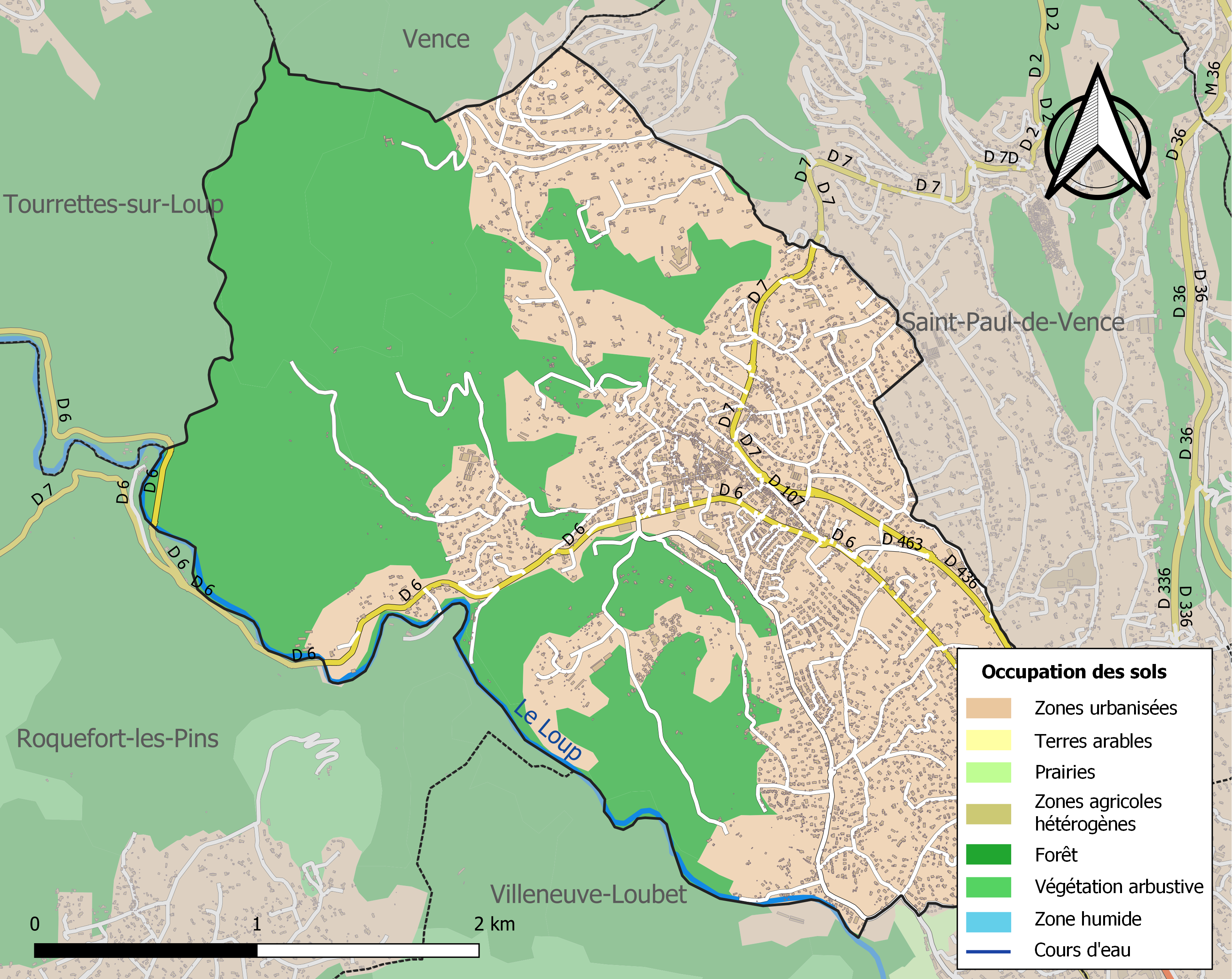
Carte de l'occupation des sols de la commune en 2018 (CLC).

## Politique et administration

### Liste des maires
| Période                                  | Période                          | Identité           | Étiquette            | Qualité                                                                                             |
| ---------------------------------------- | -------------------------------- | ------------------ | -------------------- | --------------------------------------------------------------------------------------------------- |
| Les données manquantes sont à compléter. |                                  |                    |                      | |
| 1926                                     | 1944                             | Honoré Teisseire   |                      | |
| Les données manquantes sont à compléter. |                                  |                    |                      | |
| mars 1965                                | mars 1977                        | Alex Roubert       | SFIO                 | Avocat à Grasse Député des Alpes-Maritimes (1945 → 1946) Sénateur des Alpes-Maritimes (1946 → 1971) |
| mars 1977                                | juin 1995                        | Pierre Teisseire   | SE                   | |
| juin 1995                                | mars 2001                        | Henri Zissler      | RPR-UDF              | |
| mars 2001                                | mars 2014                        | Christian Berkesse | PS puis DVG puis UDI | Ancien ingénieur électronicien, maire honoraire                                                     |
| mars 2014                                | En cours (au 1er septembre 2021) | Jean-Bernard Mion  | UMP-LR puis Horizons | Notaire Conseiller régional (2015 → 2021)                                                           |

### Jumelages
- Zuzenhausen (Allemagne) depuis 1976

## Démographie
L'évolution du nombre d'habitants est connue à travers les recensements de la population effectués dans la commune depuis 1793. Pour les communes de moins de 10 000 habitants, une enquête de recensement portant sur toute la population est réalisée tous les cinq ans, les populations de référence des années intermédiaires étant quant à elles estimées par interpolation ou extrapolation. Pour la commune, le premier recensement exhaustif entrant dans le cadre du nouveau dispositif a été réalisé en 2007.

En 2022, la commune comptait 8 143 habitants, en évolution de +3,52 % par rapport à 2016 (Alpes-Maritimes : +2,85 %, France hors Mayotte : +2,11 %).
| 1793  | 1800  | 1806  | 1821  | 1831  | 1836  | 1841  | 1846  | 1851  |
| ----- | ----- | ----- | ----- | ----- | ----- | ----- | ----- | ----- |
| 1 345 | 1 316 | 1 416 | 1 489 | 1 551 | 1 599 | 1 473 | 1 528 | 1 492 |

| 1856  | 1861  | 1866  | 1872  | 1876  | 1881  | 1886  | 1891  | 1896  |
| ----- | ----- | ----- | ----- | ----- | ----- | ----- | ----- | ----- |
| 1 256 | 1 267 | 1 307 | 1 308 | 1 278 | 1 477 | 1 468 | 1 431 | 1 455 |

| 1901  | 1906  | 1911  | 1921  | 1926  | 1931  | 1936  | 1946  | 1954  |
| ----- | ----- | ----- | ----- | ----- | ----- | ----- | ----- | ----- |
| 1 458 | 1 541 | 1 559 | 1 305 | 1 421 | 1 563 | 1 522 | 1 511 | 1 637 |

| 1962  | 1968  | 1975  | 1982  | 1990  | 1999  | 2006  | 2007  | 2012  |
| ----- | ----- | ----- | ----- | ----- | ----- | ----- | ----- | ----- |
| 2 096 | 2 611 | 3 700 | 4 749 | 6 025 | 6 697 | 7 434 | 7 546 | 7 726 |

| 2017  | 2022  | - | - | - | - | - | - | - |
| ----- | ----- | - | - | - | - | - | - | - |
| 7 838 | 8 143 | - | - | - | - | - | - | - |

## Économie
Longtemps commune agricole qui a notamment exploité la rose pour les parfumeries de Grasse, La Colle-sur-Loup est devenue une commune hétérogène au niveau des services et des commerces.
Elle compte aussi un grand nombre d'antiquaires et de créateurs d'arts qui ont fait sa renommée.

## Culture locale et patrimoine

### Lieux et monuments
- Le château de Monfort : construit en 1523 par René de Savoie. Il est composé d’un corps de bâtiment et d'une tour. À l'intérieur, un escalier à vis exécuté en très belle pierre et un plafond à caisson.
- Ancien hôtel-Dieu : créé en 1723 par l'évêque de Vence dans une maison cédée par un chirurgien collois.
- Ancienne prison : datant du XVIIIe siècle, il s'agit d'une cellule d'isolement couplée avec l'hôpital qui se trouve immédiatement à proximité.
- Ancienne gare créée en 1910 : ce bâtiment servait de gare pour le tramway qui partait de Cagnes-sur-Mer pour aller à Vence.

### Édifices religieux
- Prieuré et bastide du Canadel : on peut la situer entre les années 1150 et 1200 pour sa construction. Le reste du cloître date des XIIe et XIIIe siècles. Elle servit tout d'abord de gîte d'étape au père-abbé chaque fois qu'il se rendait aux assemblées des évêques de Vence. Aujourd'hui, l'abbaye est devenue un hôtel-restaurant de prestige. La chapelle Sainte-Élisabeth du prieuré bénédictin fondé au XIe siècle et classé monument historique.
- L'église paroissiale Saint-Jacques du XVIIe siècle : les travaux débutent en 1573 et sont terminés en 1658. En 1673, le clocher est à son tour édifié.
- La chapelle des Pénitents-Blancs dite « du Secours », rue de la Victoire : construite en 1808, décoration murale de Michel-Marie Poulain en 1953.
- La chapelle Saint-Roch, chemin Fontfouranne : construite en 1843, elle présente une façade classique comportant une porte d’accès plein cintre, un petit clocher surmonte la façade. Deux tableaux modernes constituent la décoration intérieure.
- La chapelle Saint-Donat XVIIe siècle, chemin de la Fuontsanta : située au bord du Loup, elle se trouve sur l'ancien chemin qui reliait Vence à Grasse par Saint-Paul et La Colle où l'on peut encore voir des restes du pont.
- La chapelle du Rosaire, rue Clemenceau, première chapelle des Pénitents-Blancs ; datant de 1612, elle fut vendue à la Révolution en 1792 comme bien public et transformée en maison bourgeoise. Au fil des années, la chapelle et le cloître ont été transformés en appartements privés, il ne reste de la chapelle que le portail.
- La chapelle Saint-Jacques, rue Foch, emplacement du premier édifice religieux qui accueillit les fidèles, avant la construction de l'église, en activité au XVIe siècle transformée en habitation, il ne reste de la chapelle que le portail.
- La chapelle Notre-Dame-de-Consolation XVIe siècle, chemin de Saint-Étienne.
- La chapelle du cimetière, chemin du Collet.

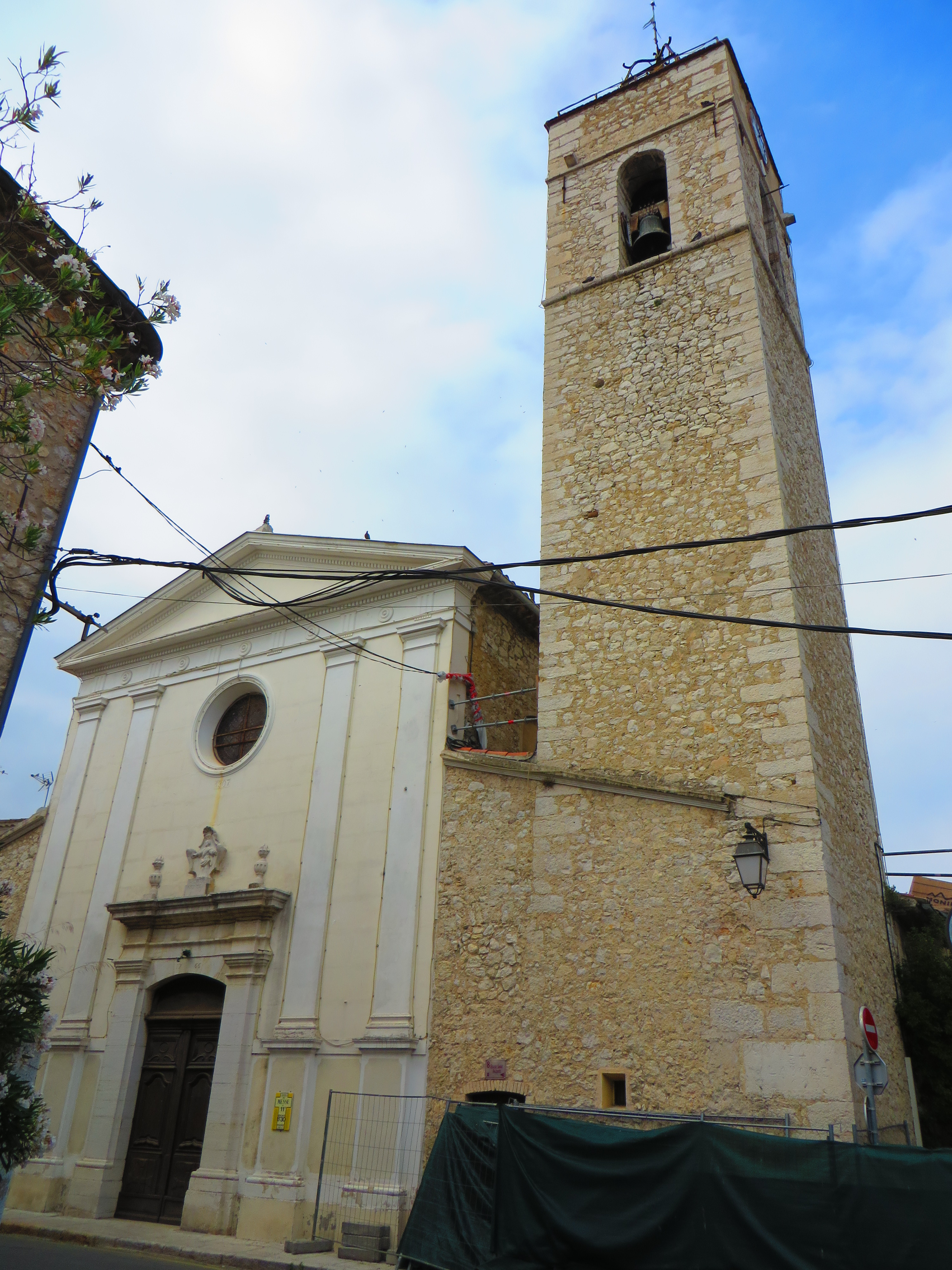
Église Saint-Jacques.
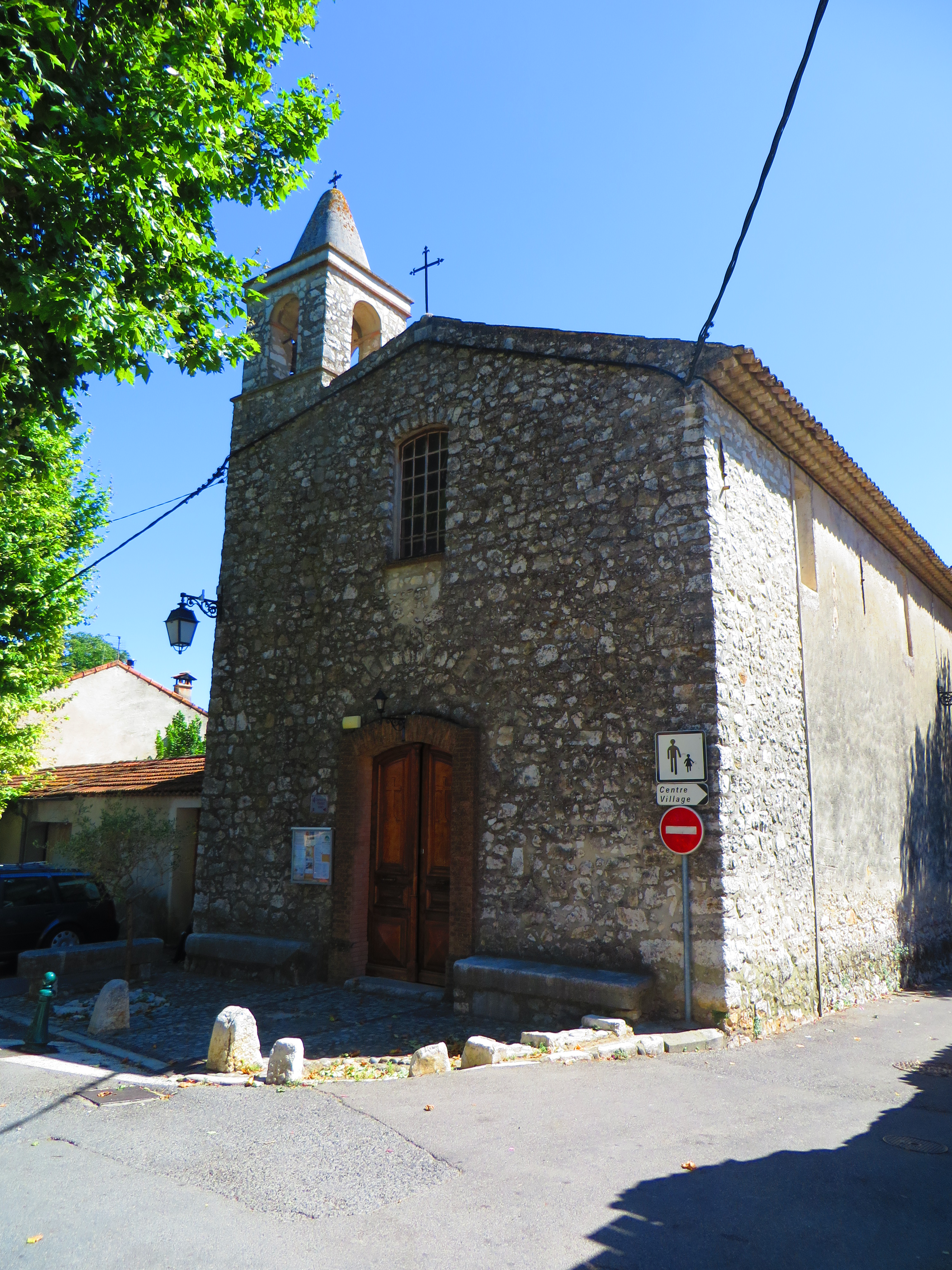
Chapelle des Pénitents-Blancs.
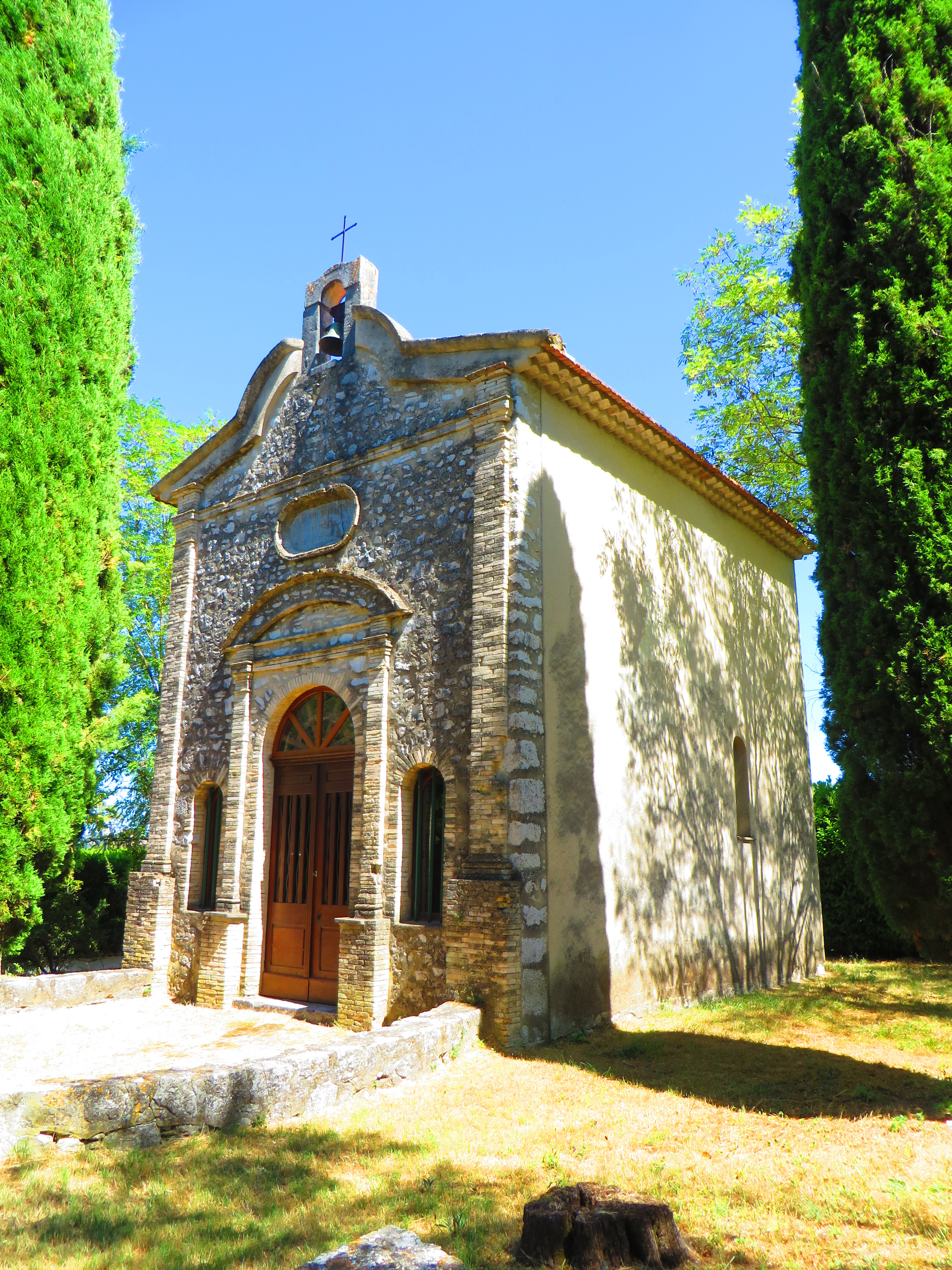
Chapelle Saint-Roch.
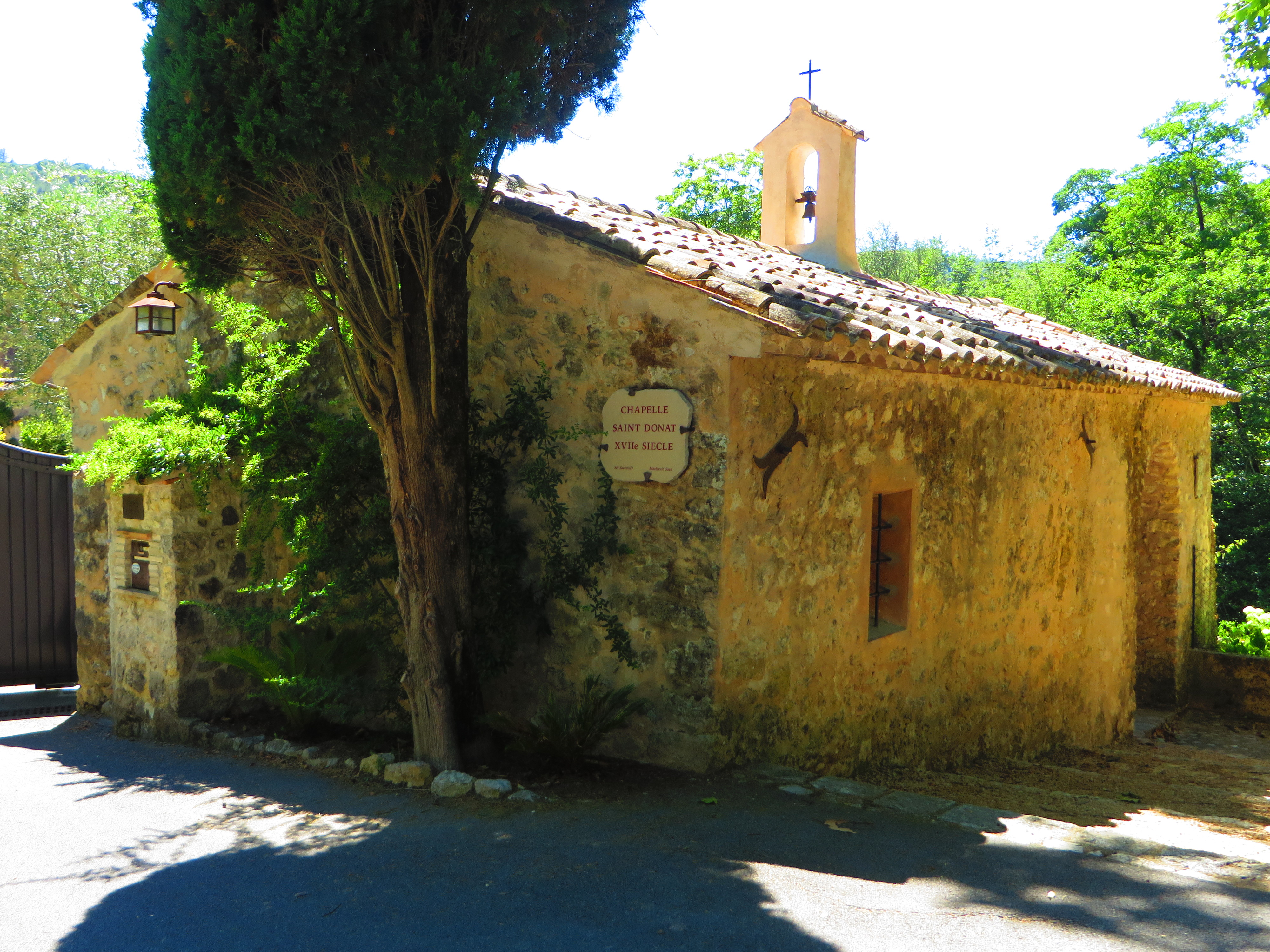
Chapelle Saint-Donat.
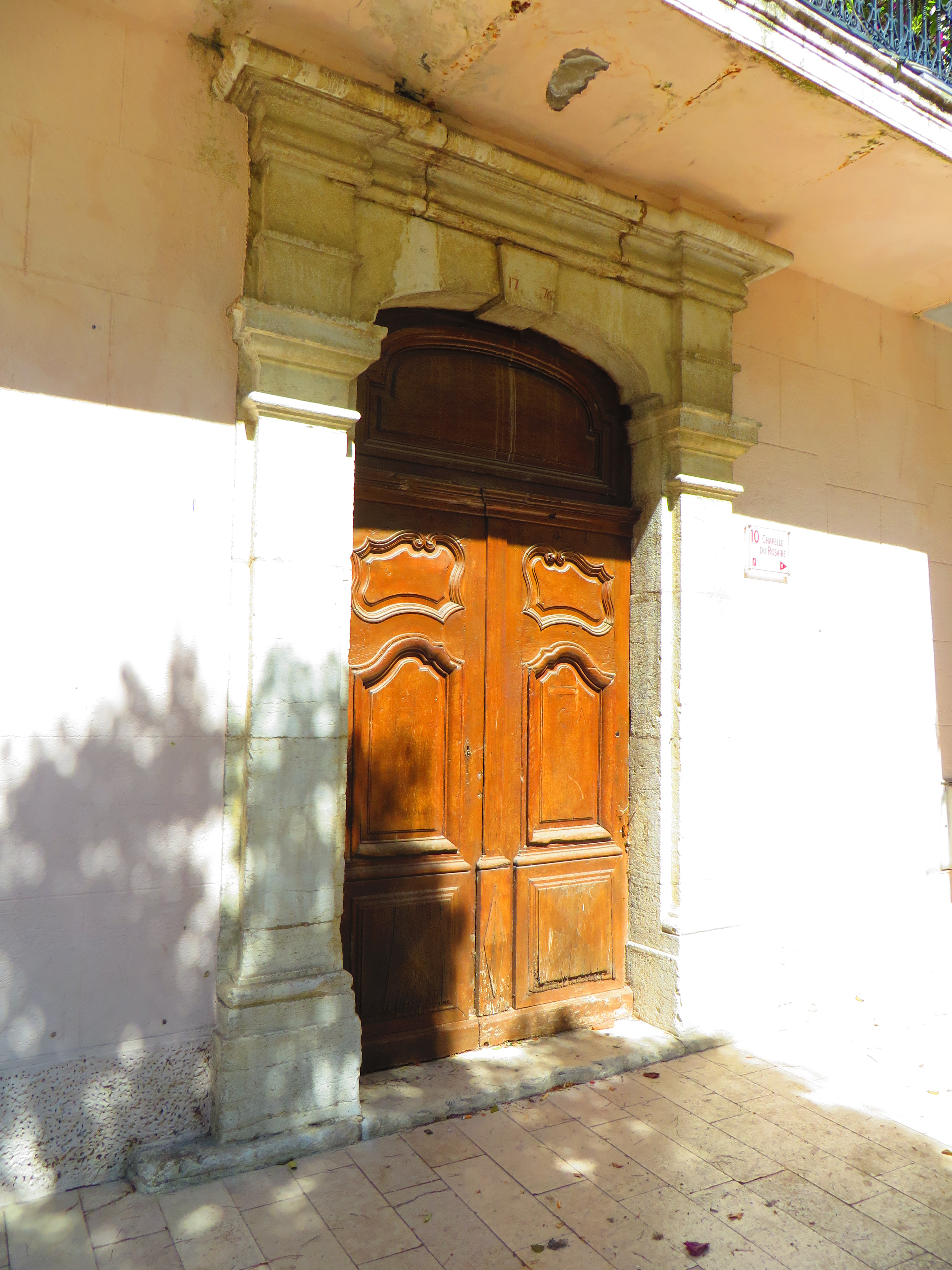
Chapelle du Rosaire.
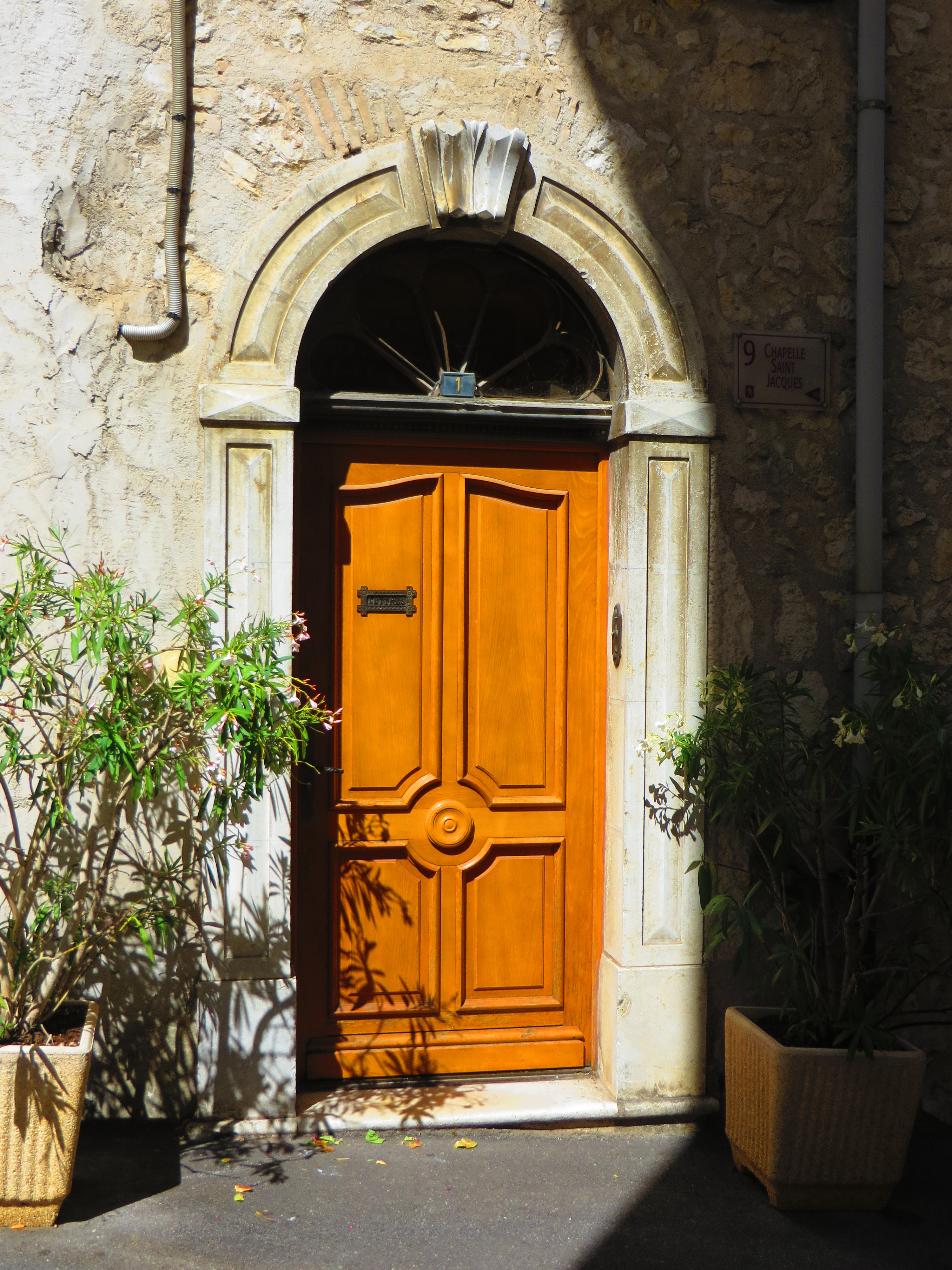
Chapelle Saint-Jacques.
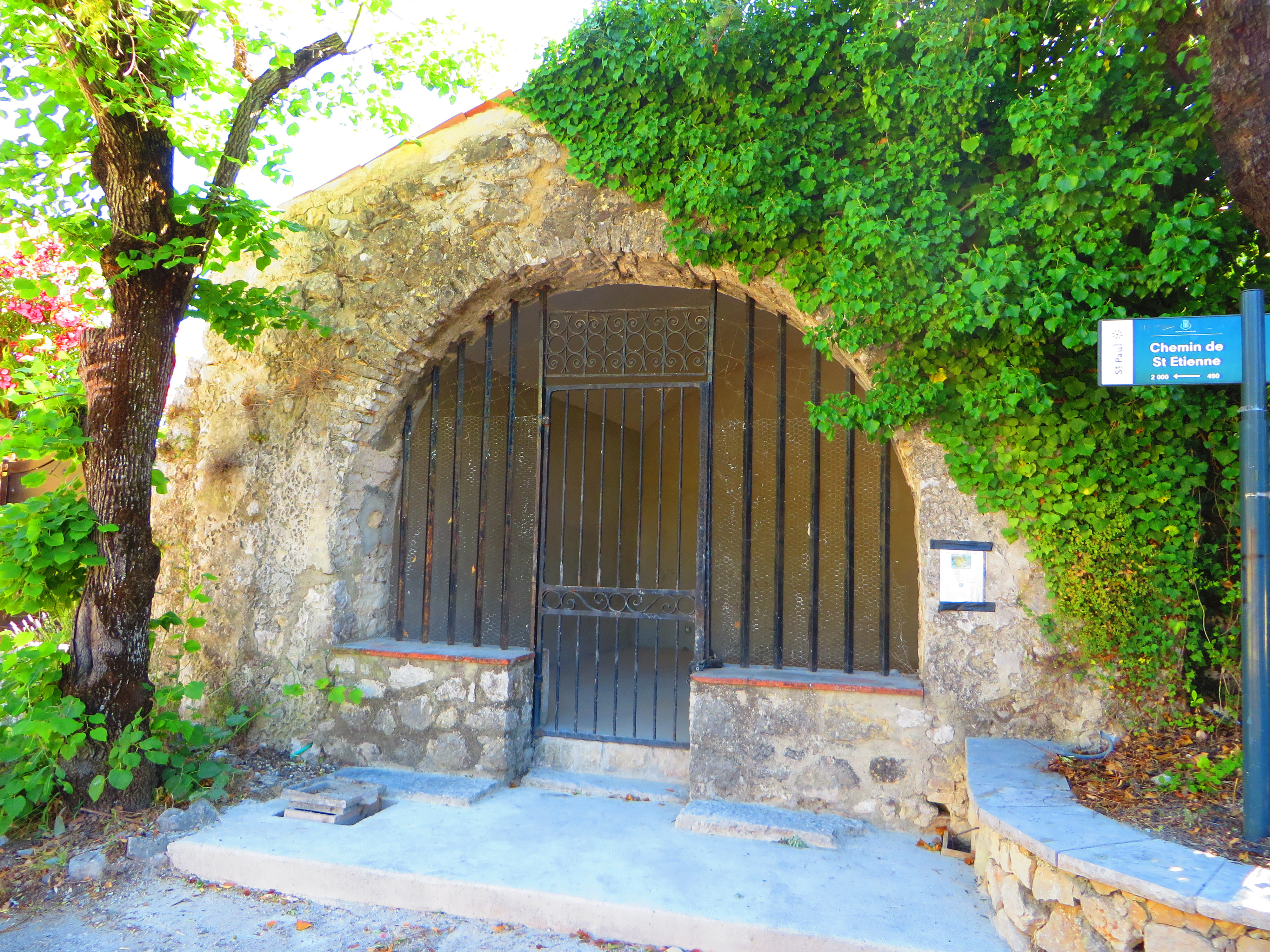
Chapelle Notre-Dame-de-Consolation.
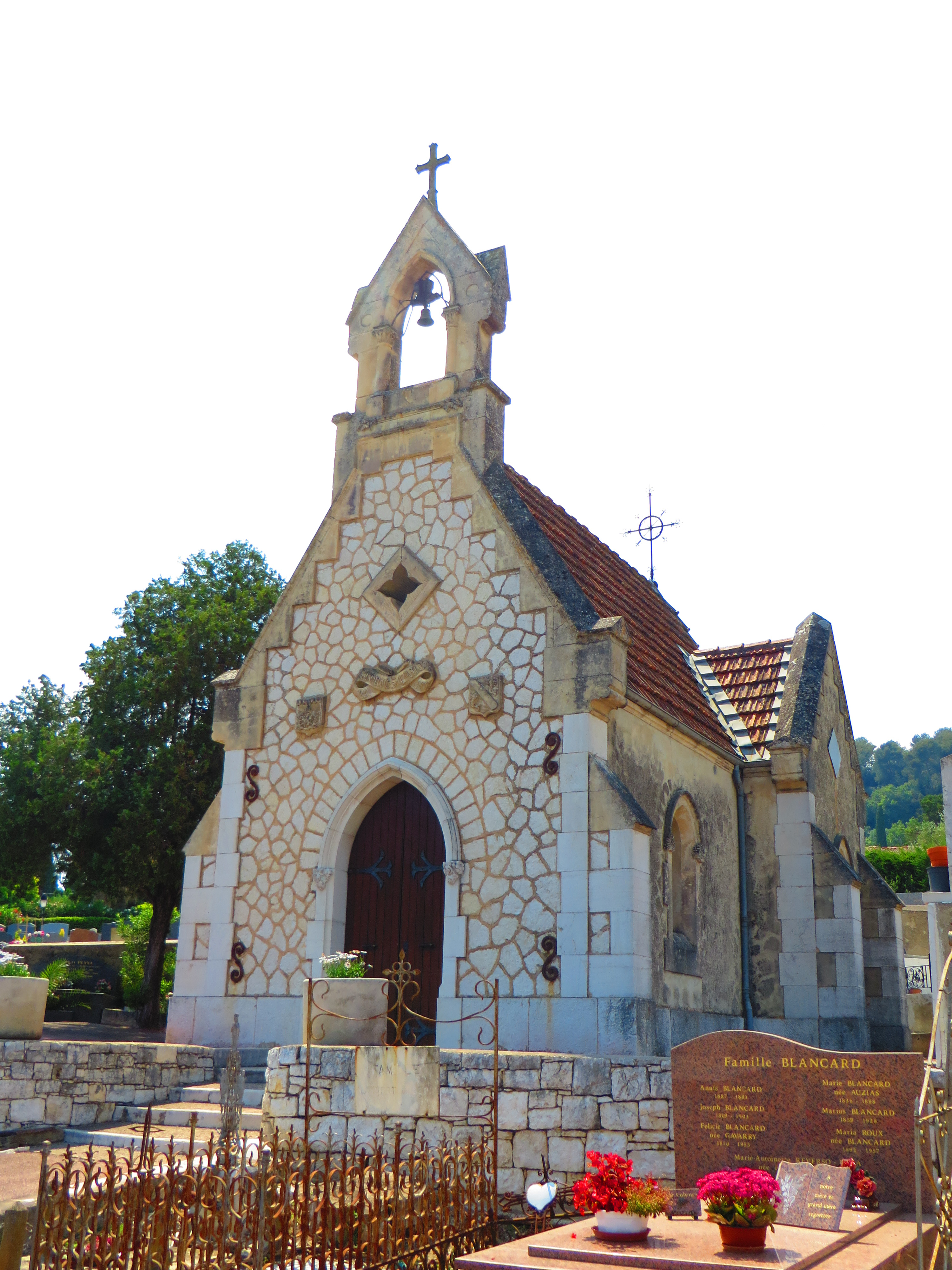
Chapelle du cimetière.
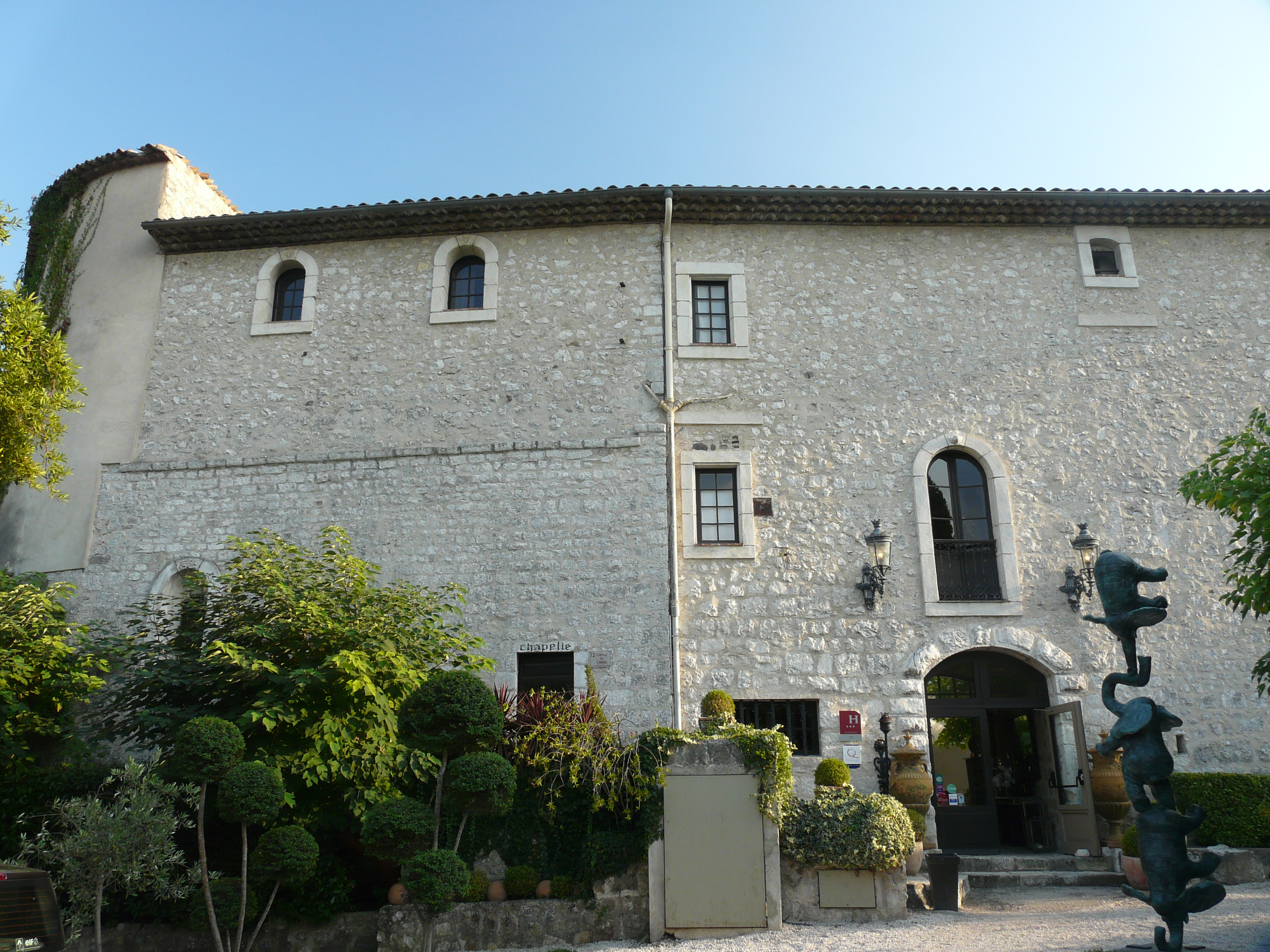
Prieuré et chapelle du Canadel.

### Manifestations
- En mai, on célèbre la fête de la rose qui a participé à la renommée de la commune durant de nombreuses années auprès des parfumeurs de Grasse.
- Durant la saison estivale, de nombreuses manifestations ont lieu comme les nocturnes des antiquaires, des concerts de jazz ou bien des pièces de théâtre.
- En août, la Fédération française d'aïkido et de budo (FFAB) organise un stage international d'aïkido, dirigé par Nobuyoshi Tamura jusqu'à sa mort en 2010.
- En septembre, la commune remonte le temps pour célébrer les métiers d'antan.

### Héraldique
| Blason de La Colle-sur-Loip | D’azur à la montagne de trois coupeaux d’argent mouvant de la pointe, chargée d’un loup de sable surmonté d’une épée basse d’or brochant sur le coupeau médian et accostée de deux coquilles du même. |

Les trois coupeaux et le loup évoquent le nom de la commune, l'épée (ou glaive) est l'attribut de saint Paul et les deux coquilles commémorent l'action conjointe de l'église et de l'hôpital dans le village.
L'écu est parfois surmonté d'une couronne murale représentant l'abbaye du Canadel et l'ancien pavillon de chasse royal de Montfort. En soutien, deux rameaux passés en sautoir, à dextre, le rosier, à senestre, l'olivier, rappellent les principales cultures pratiquées par les Collois, jadis omniprésentes.
Enfin, la devise de La Colle-sur-Loup, Concordia et Labore (Concorde et travail), est gravée dans la pierre du clocher de l'église Saint-Jacques-le-Majeur.

## Personnalités liées à la commune
- Jean-Joseph Sue, père (1710-1792), l'un des anatomistes les plus célèbres du XVIIIe siècle, né à La Colle-sur-Loup.
- Yves Klein, peintre enterré à La Colle-sur-Loup où il possédait une maison de famille. En mémoire de ce peintre, son nom a été donné au collège.
- Alex Roubert (1901-1980), successivement avocat, député et sénateur, né et décédé à La Colle-sur-Loup, dont il fut le maire pendant douze ans.
- L'écrivain Daniel Pennac, parmi ses différents lieux de vie, séjourna avec sa famille à La Colle-sur-Loup. Son nom a été donné à une école primaire.
- Émilie Fer, kayakiste et championne olympique de canoë-kayak K1 (slalom) s'entraînant à La Colle-sur-Loup au club SPCOC depuis 1996.
- Bernard Collomb, pilote automobile, notamment de Formule 1, décédé à La Colle-sur-Loup en 2011.
- Marcel-Louis Reynaud, Juste parmi les nations[35],[36].
- Booba, rappeur français, a vécu à La Colle-sur-Loup durant sa jeunesse[37],[38].
- Alexandra Coletti, une skieuse alpine monégasque, spécialiste des épreuves de vitesse, est née La Colle-sur-Loup.
- Clément Desplanches, alias Clem, joueur professionnel de StarCraft II ayant gagné plusieurs tournois internationaux, vit à La Colle-sur-Loup[39].